# Маунт-Элгон (национальный парк, Кения)
Маунт-Элгон — национальный парк Кении. С 2003 года входит во всемирную сеть биосферных резерватов.

## Физико-географическая характеристика
Национальный парк Маунт-Элгон расположен в 140 км к северо-востоку от озера Виктория и призван охранять биоразнообразие горы Элгон и её окрестностей. Гора Элгон, высота которой достигает 4322 метра, является четвёртой вершиной Африки. Гора расположена на границе Кении и Уганды. На территории Уганды также создан национальный парк Маунт-Элгон, который с 2005 года также является биосферным резерватом. Проводятся консультации по созданию трансграничного резервата.
Гора Элгон — это древний вулкан с обширной кальдерой и живописной базальтовой колонной на вершине. Лава вулкана сформировала пещеры, ширина которых достигает 60 метров. Слоны и другие животные добывают в этих пещерах соль. Гора является важным источников воды. С неё стекают реки Нзоиа, которая впадает в озеро Виктория, и Турквел, которая впадает в озеро Туркана.
В базе данных всемирной сети биосферных резерватов указаны следующие координаты заповедника: 0°44′ с. ш. 30°21′ в. д. — 1°02′ с. ш. 35°03′ в. д.. Согласно концепции зонирования резерватов общая площадь территории, которая составляет 2088 км², разделена на три основные зоны: ядро — 169 км², буферная зона — 909 км², зона сотрудничества — 1010 км². Ядром резервата является национальный парк Маунт-Элгон, который занимается охраной небольшой части северо-восточного склона около кальдеры, в буферной зоне находятся лесной заповедник Маунт-Элгон, охраняющий горные леса, и национальный заповедник Чепкитале, за ними следует 10 км полоса интенсивного земледелия у подножия горы, которая является транзитной зоной.
На территории парка умеренный сухой климат. Среднегодовое количество осадков составляет 1270 мм.

## Флора и фауна
Растительный мир меняются ярусами с увеличеснием высоты над уровнем моря. Во влажных горных лесах преобладают Olea capensis, Aningeria adolfi-friedericii, Podocarpus, Arundinaria alpina, Hagenia abyssinica, Erica arborea, Erica trimera elgonensis. На вершине горы находятся афро-альпийские луга Festuca pilgeri и Carex runssoroensis, а у подножия — открытые пространства с Erythrina и Combretum. К эндемикам горы Элгон относят такие виды растений как Senecio johnstoni elgonensis, Lobelia deckenii elgonensis, Lobelia cheranganiensis, Alchemilla elgonsis, Alchemilla microbetula и Helichrysum amblyphyllum.
Горная часть резервата является местом обитания редких видов птиц, таких как Macronyx sharpei (на высоте выше 3400 метров), Cisticola hunteri (выше 3500 метров). Кроме того, на территории резервата изредка можно встретить необычных для Кении птиц, в частности 19 птиц биома Гвинеи-Конго, в том числе Gypaetus barbatus, Stephanoaetus coronatus, Francolinus streptophorus, Sarothrura affinis, Bubo capensis, Glaucidium tephronotum, Indicator conirostris, Phyllastrephus baumanni, Kakamega poliothorax, Sheppardia polioptera, Campephaga quiscalina.

## Взаимодействие с человеком
На горе и у её подножия проживает более 100 тысяч человек.
На территории парка и резервата действует три исследовательских станции. Осуществляется мониторинг качества воды и уровня рек, проводится геоморфологический анализ пещер, с помощью GPS исследуются распространение и особенности миграций слонов и обезьян.